# Vigodarzere

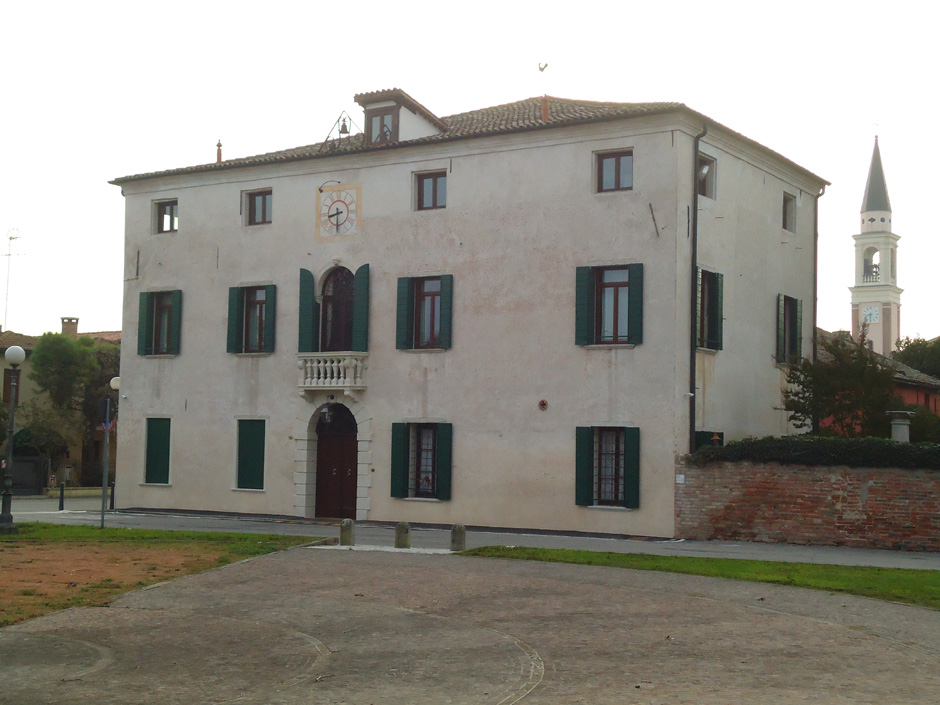
Vigodarzere

Vigodarzere là một đô thị thuộc tỉnh Padova vùng Veneto, tọa lạc cách khoảng 35 km về phía tây của Venezia và cách khoảng 4 km về phía đông bắc của Padova. Tại thời điểm ngày 31 tháng 12 năm 2004, đô thị này có dân số 12.235 người và diện tích 19,9 km².
Vigodarzere giáp các đô thị: Cadoneghe, Campodarsego, Curtarolo, Limena, Padova, San Giorgio delle Pertiche.